# Wenonah
Wenonah – wieś w Stanach Zjednoczonych, w stanie Illinois, w hrabstwie Montgomery.